# Westinghouse J34

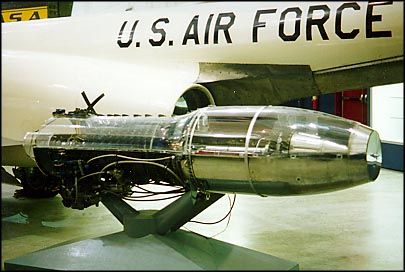
Um J34 em exposição no museu da base aérea de Wright-Patterson.

O Westinghouse J34, desenvolvido e designado pela Westinghouse como Westinghouse 24C, é um motor a jato dos anos 40. Essencialmente uma versão maior do anterior Westinghouse J30, produzia o dobro da força do J30. Foi usado pela primeira vez numa aeronave em 11 de Janeiro de 1947.  É um motor muito semelhante aos motores a jato da actualidade, fazendo dele um motor ideal para ensinar a mecânica de um motor deste tipo.
O modelo seguinte, o J46, era duas vezes maior que o J34 e produzia também duas vezes mais força que o J34.